# اونیکس (آرکانزاس)
اونیکس (به انگلیسی: Onyx) یک منطقهٔ مسکونی در ایالات متحده آمریکا است که در شهرستان یل، آرکانزاس واقع شده‌است. اونیکس ۲۲۴ متر بالاتر از سطح دریا واقع شده‌است.